# Teleocichla cinderella
Teleocichla cinderella és una espècie de peix de la família dels cíclids i de l'ordre dels perciformes.

## Morfologia
- Els mascles poden assolir 5,4 cm de longitud total.[1][2]

## Hàbitat
Viu en zones de clima tropical entre 24 °C-37 °C de temperatura.

## Distribució geogràfica
Es troba a Sud-amèrica: conca del riu Tocantins (conca del riu Amazones, Brasil).